# قضاء عسكري
القضاء العسكري يُشير إلى مجموعة القوانين والإجراءات التي تحكم أفراد القوات المسلحة. تحتفظ العديد من الدول بمجموعات منفصلة ومستقلة من القوانين التي تحكم سلوك أفراد قواتها المسلحة. وتستخدم بعض الدول أجهزة قضائية خاصة وترتيبات مختلفة لإنفاذ تلك القوانين، بينما تستخدم دولاً أخرى أنظمة قضائية مدنية. تشمل المسائل القانونية الخاصة بالقضاء العسكري المحافظة على النظام والانضباط ومشروعية الأوامر والسلوك المناسب لأفراد القوات المسلحة. تتيح بعض الدول لأنظمة القضاء العسكري التعامل مع الجرائم المدنية التي يرتكبها أفراد القوات المسلحة في بعض الظروف.
ويختلف القضاء العسكري عن فرض سلطة عسكرية على المدنيين كبديل عن السلطة المدنية. فهذه الحالة الثانية تُعرف بشكل عام باسم الأحكام العرفية، ويتم إعلانها غالبًا في أوقات الطوارئ والحروب والاضطرابات المدنية. تضع معظم الدول قيودًا على الأوقات والكيفية التي يتم فيها إعلان الأحكام العرفية وإنفاذها.

## كندا
تخضع جميع قيادات القوات الكندية (CF) (أي القوات البحرية الملكية الكندية والجيش الكندي والقوات الجوية الملكية الكندية وقيادة الدعم التشغيلي الكندي وقيادة قوات الحملات الكندية وقيادة قوات العمليات الخاصة الكندية والقيادات الكندية) بشكل أساسي إلى قانون الدفاع الوطني (NDA). يجيز القسم الثاني عشر من قانون الدفاع الوطني للحاكم إنشاء مجلس خاص باللوائح والأوامر الملكية (QR&Os)، وهي عبارة عن تشريع ثانوي له قوة القانون. نظرًا لأن مبدأ لا يمكن تفويض السلطة المفوضة لم يحقق موقفًا صارمًا في كندا، تُجيز اللوائح والأوامر الملكية للمسؤولين العسكريين إصدار أوامر أخرى لها وضع مشابه وإن لم يكن مساوِ. وتوجد هذه الوثائق في الأوامر الإدارية للقوات الكندية والأوامر والتوجيهات الإدارية الخاصة بالدفاع وتُستخدم كتوجيهات للسلطات داخل القوات الكندية لإدارة الاعتبارات اليومية الخاصة بالقوات.
تولى القاضي العسكري العام (JAG) رئاسة فرع السلطة القضائية داخل الجيش الكندي منذ القترة السابقة على الحرب العالمية الأولى. ويُعنى هذا الفرع بتفسير القواعد الداخلية وقانون الانضباط الخاص بالقوات الكندية بالإضافة إلى القوانين الدولية والإنسانية وقوانين الحرب مثل اتفاقيات جنيف. في الممارسة الكندية، يُعتبر القتال المسلح بيئة خاضعة للرقابة الصارمة ويُعد الموظفين القانونيين عنصرًا هامًا في عملية التخطيط التي تتحول إلى قرارات تنفيذية. يقوم مركز القانون العسكري التابع للكلية العسكرية الملكية في كندا والذي يضم محامين عسكريين، بالإشراف على تثقيف الضباط والقوات في المسائل القانونية وتدريب المحامين العسكريين ويقدم استشارات لمجموعة أوتاوا بشأن المسائل التي تخص السياسة والعقيدة. ويتم دمج التثقيف القانوني في التدريبات العادية التي يخضع لها أفراد القوات الكندية.

## ألمانيا
يخضع أفراد جميع شعب الجيش الألماني؛ القوات المسلحة الألمانية، للقضاء المدني العادي، كما تُطبق كافة القوانين المدنية على الجنود مالم يُنص على غير ذلك.
يسمح الدستور الألماني في المادة 96 من الباب الثاني للحكومة الفيدرالية بإنشاء محاكم عسكرية في ظل ظروف خاصة مثل: أوقات الحرب أو خارج ألمانيا أو على متن سفينة ألمانية، وتعمل المحكمة في ظل قاضِ قانوني ولا تقضي إلا بين أفراد القوات المسلحة فقط. إلا أنه في الواقع لم تُسن بعد قوانين مثل هذه. بل إن الأشخاص المشتبه في قيامهم بارتكاب جرائم في الخارج يمثلون أمام النائب العائم في مدينة بوتسدام. والسبب في ذلك هو أن المقر التنفيذي (مقر قيادة العمليات) يوجد هناك.
ومع ذلك، فهناك العديد من القوانين التي تُعنى بالجنود فحسب وتصف وضعهم الخاص وحقوقهم والتزاماتهم. يتم تطبيق قانون العقوبات العسكري على الجنود عن طريق تمديد قانون العقوبات المدني ليشمل الجرائم التي يتم ارتكابها أثناء الواجب العسكري: الجرائم العامة (مثل الفرار من الجندية والاستخدام غير المشروع للأسلحة وما إلى ذلك) والجرائم التي تتداخل مع التسلسل الهرمي داخل الجيش (مثل التمرد أو سوء المعاملة).
ويتم إنفاذ القوانين داخل أي فرقة من خلال الشرطة العسكرية. وفي التحقيق، يعادل العمل لدى المدعي العمل عمل الشرطة الألمانية في القضايا المدنية. وفي القضايا التي تستلزم كلا الفريقين (في الأراضي الألمانية)، تتعاون الشرطة العسكرية والشرطة النظامية. وفي حالات الطوارئ، يجوز للشرطة النظامية أن تعمل على حفظ النظام إلى حين وصول الشرطة العسكرية.
يخضع الجنود الذين يخالفون اللوائح العسكرية لعقوبات في شكل عقوبات غير قضائية وقد يخضعون لعقوبات قضائية في القضايا الخطيرة تصدرها محاكم معينة. وهذه الإجراءات محددة في قانون الانضباط العسكري. ملاحظة: يصف قانون الانضباط العسكري كيفية التعامل مع الجرائم غير المشمولة (حتى الآن) في قانون العقوبات العسكري ولكنها تخالف اللوائح العسكرية بشكلٍ واضح في الوقت نفسه. إن رئيس الوحدة وحده بوصفه الرئيس المباشر والمسؤول الرئيسي عن التأديب يملك الحق في اختيار: عقوبات غير قضائية (مثل الغرامات وحظر التجول والحبس لمدة سبعة أيام)، ويقوم بإحالة القرار إلى المسؤول المباشر الذي يليه (يُمكن تمديد الحبس لدة تصل إلى 21 يومًا) أو استدعاء محكمة الخدمة العسكرية التي تمتلك صلاحيات فرض عقوبة أكبر (مثل التجريد من الرتبة وخفض الراتب لمدة تصل إلى خمس سنوات). ويكون القاضي في هذه المحكمة مدنيًا، ويحضر معه ضابطين من الجيش ليكونا بمثابة مستشارين للقاضي.
لا توجد سجون فيدرالية ولا سجون عسكرية في ألمانيا. وفي حال صدر على أحد الجنود حكم بالسجن لأكثر من ستة أشهر، تتولى إدارة الثكنة التي يتبعها الجندي تنفيذ العقوبة عليه. ويقضي الجندي هذا الوقت في الحبس ولكنه في نفس الوقت يستمر في العمل في وحدته في أوقات العمل ما لم تفرض المحكمة عليه مزيدًا من القيود. Otherwise soldiers will be detained in civil state prisons. In the case of a soldier being sentenced to jail for one year or more (6 months or more in case of bribery) he will be discharged from the armed forces.

## الهند
تحتفظ الهند بقوانين خاصة للجيش والبحرية والقوات الجوية.
وتحدد هذه القوانين الأحكام التنظيمية بصيغتها المنطبقة على الرجال والنساء العاملين بالجيش. وهذه القوانين الثلاثة متوفرة للبحث عنها عبر الموقع الرسمي.
كذلك توجد في الهند بعض القوات شبه العسكرية وهذه القوات لديها قوانين شبيهة بتلك القوانين المنطبقة على الخدمات الدفاعية، مثل قانون قوات أمن الحدود وقانون خفر السواحل وقانون قوات الشرطة الهندية التبتية وقانون فرقة بنادق ولاية أسام. وقد استلهمت جميع هذه القوانين بنودها من قانون الجيش.
بدأ ظهور المحاكم العسكرية في الهند تحت ضغط شديد مع إنشاء محكمة القوات المسلحة عام 2007. وتشهد الدولة بعض الأصوات المتعالية التي تطالب بالإصلاح في نظام القضاء العسكري على غرار ما تتمتع به الديموقراطيات الليبرالية.

## المملكة المتحدة
في المملكة المتحدة، تعود الترتيبات الخاصة بالعدالة في القوات المسلحة إلى بنود الحرب التي نشأت منذ قرون عديدة. في أواخر القرن التاسع عشر، أُضيف هذا إلى قانون الجيش السنوي وتم تضمينه في قانون انضباط القوات البحرية. تمت إضافة قانون القوات الجوية عام 1918. وفي عام 1966 بدأت عملية من المواءمة مع طرح قانون القوات الجوية الخامس. حل قانون القوات المسلحة لعام 2006 محل ثلاثة قوانين منفصلة معنية بالانضباط في الخدمة وقوانين القوات المسلحة السابقة، وأصبح هو النظام القانوني الذي تعمل القوات المسلحة بموجبه. خلال العقد السابق، كان للاتفاقية الأوروبية لحقوق الإنسان (ECHR) أثر كبير في إدارة القضاء العسكري، خاصةً ضرورة استقلال نظام المحاكم العسكرية. ومع هذا، فإن الفرضية التي يقوم عليها نظام القضاء العسكري هي أن الانضباط مسألة يحددها القادة.
استكمل قانون القوات المسلحة لعام 2006 موائمة قانون الخدمة وأصبح نافذ المفعول بشكل كامل في الأول من نوفمبر عام 2009. وتتوفر الإرشادات الخاصة بتطبيق القانون والمسائل ذات الصلة به في دليل قانون الخدمة. ولعل من بين العوامل الدافعة وراء تغيير التشريع ودمج قوانين الانضباط عبر أجزاء القوات المسلحة هو الاتجاه نحو تطبيق عمليات ثلاثية الخدمات ومنظومات دفاعية. ويتعامل هذا القانون مع الجرائم العسكرية والجرائم المدنية التي تُرتكب في بعض الظروف والجرائم التي يرتكبها مدنيون مرتبطون بالقوات المسلحة سواء في الداخل أو الخارج (بما في ذلك أفراد الأسرة)، كما يُعنى بسلطة القائد في التعامل مع الجرائم بإجراءات موجزة والمحاكم العسكرية ومحاكم الخدمة المدنية والحجز والطعون. كما وضع هذا القانون منصب مدير نيابات الخدمة.
ويُعتبر التعامل بإجراءات موجزة من قِبل القائد هو السمة الرئيسية، ويعد هذا الأمر مقبولاً في إطار الاتفاقية الأوروبية لحقوق الإنسان لأن المتهم له حق اختيار المحاكمة وفق المحاكم العسكرية. ويتم التعامل مع معظم القضايا بإجراءات موجزة. في العادة يحمل القائد رتبة مقدم أو ما يعادلها (رتبة رائد في الناتو)، ولكن يحق للقائد أن يقوم بتفويض بعض صلاحياته المتعلقة بالتعامل بإجراءات جزئية لأحد مرؤوسيه. يُمكن أن يقوم الرئيس المباشر للقائد، بوصفه سلطة أعلى، بتغيير صلاحيات القائد بخصوص التعامل بإجراءات جزئية. وهذا يعني أن كل شخص يخضع لقانون الخدمة يكون له قائد، وهذا القائد له رئيس أعلى منه.
ويكون على رأس نظام القضاء العسكري القاضي العسكري العام وهو شخص مدني وفي نفس الوقت يعمل ضمن وزارة العدل.
تتيح الإجراءات الإدارية تسريح الجنود من الرجال والنساء إذا صدر عنهم سلوك غير مرضِ مثلما يحدث في القطاع الخاص. كما تتيح لأصحاب الرتب العليا إضافة ما يصل إلى ثلاث واجبات إضافية أو ما يماثلها إلى أحد مرؤوسيهم جراء ارتكاب مخالفات صغيرة. منذ أن تم استحداث هذه الإجراءات، انخفض بشكل ملحوظ عدد القضايا التي يتم التعامل معها بإجراءات موجزة.

## الولايات المتحدة
أجاز الدستور الأمريكي إنشاء نظام للقضاء العسكري. يسمح القسم الثامن من المادة الأولى للكونجرس الأمريكي أن يقوم “بوضع قواعد للحكومة ووضع قوانين للقوات البرية والبحرية.” وقد أصدر الكونجرس هذه القواعد للمرة الأولى في عام 1806 باعتبارها بنود الحرب. كان القضاء العسكري الحرب الأهلية الأمريكية يخضع لحكم قانون ليبر لعام 1863. وتم استبدال بنود الحرب في عام 1951 بالقانون الموحد للعدالة العسكرية (UCMJ).
ويُعد القانون الموحد للعدالة العسكرية قانونًا فيدراليًا، موجودًا في العنوان العاشر من الفصل السابع والأربعين في قانون الولايات المتحدة ويتم تنفيذه من قِبل دليل المحاكم العسكرية، وهو عبارة عن أمر تنفيذي يُصدره رئيس الولايات المتحدة بصفته القائد الأعلى للقوات المسلحة العسكرية. يُمكن استئناف أحكام الإدانة التي تُصدرها المحاكم العسكرية في الولايات المتحدة من خلال محاكم الاستئناف العسكرية وكذلك محكمة استئناف القوات المسلحة الأمريكية (CAAF)، وهي عبارة عن محكمة استئناف فيدرالية تتألف من خمسة قضاة مدنيين معينين من قِبل رئيس الولايات المتحدة. وتخضع قرارات محكمة استئناف القوات المسلحة الأمريكية لوجهة نظر المحكمة العليا في الولايات المتحدة.
وتشمل الجرائم التي يُغطيها القانون الموحد للقضاء العسكري تلك الجرائم المشمولة “بالجرائم العليا والجنح” التي تشمل المسؤولين بشكل عام، وتشمل اليمين الكاذبة وإساءة استعمال السلطة والرشوة والترهيب وسوء استخدام الأصول وفشل الإشراف والتقصير في أداء الواجب وصدور تصرف غير لائق ورفض الانصياع لأمر قانوني. كما يشمل أيضًا الجرائم العادية، ولكن بمعايير مختلفة من الإثبات والعقوبة تختلف عن معايير المدنيين على اعتبار أن الأفراد العسكريين يُتوقع منهم المزيد نظرًا لليمين القانونية التي يؤدونها. يعود عدد كبير من المصطلحات المستخدمة إلى حقبة القانون.